# Scott Henderson
Scott Henderson (West Palm Beach, Florida, 1954. augusztus 26. –) jazz-rock és blues-rock gitáros, aki a Tribal Tech nevű együttesével vált híressé.

## Pályafutása
Scott Henderson már fiatal korában elkezdett gitározni és többnyire rock, blues, funk, soul és jazz zenét hallgatott, mint például John Coltrane-t és Miles Davis-t. Még fiatal korában számtalan klubban lépett fel különböző együttesekkel, a Led Zeppelin-től kezdve James Bown-ig mindenféle zenét játszva. Ebben az időben nagy hatással volt rá Jimmy Page, Jeff Beck, Jimi Hendrix, Ritchie Blackmore és a nagy blues gitárosok, Albert King és Buddy Guy. Annak ellenére, hogy főként blues-rock-ot hallgatott, a jazz volt az a másik műfaj, ami még nagyban hatott rá, s többnyire jazz-es szerzői és játékstílusa tette őt népszerűvé. A Floridai Atlantic Egyetem elvégzése után Los Angeles-ben folytatódott a pályafutása, ahol a hegedűs Jean-Luc Ponty-val, a basszusgitáros Jeff Berlin-nel és a Weather Report nevű együttes billentyűsével, Joe Zawinul-lal játszott együtt és vettek fel közösen dalokat. Henderson-ra először a Chick Corea Elektric Band-ban figyeltek fel jobban, s ő volt a zenekar első gitárosa.

### Tribal Tech
Scott 1984-ben Gary Willis basszusgitárossal megalakította a Tribal Tech nevű zenekarát és a Henderson-Willis páros által vezetett csapat nem sokkal később az 1990-es évek egyik legelismertebb fúziós jazz együttesévé nőtte ki magát. Egészen a zenekar feloszlásáig turnéztak és 10 albumot jelentettek meg. Kezdetben Steve Houghton dobossal és Pat Coil billentyűssel, majd később Kirk Covington dobossal és Scott Kinsey billentyűssel játszottak együtt. Utolsó albumuk a 2000-ben megjelent Rocket Science volt. Ezalatt az idő alatt az egyik leghíresebb fúziós gitárossá és zeneszerzővé vált Henderson.
1991-ben a Guitar World magazin a legjobb jazz-gitárosnak nevezte ki, s 1992 januárjában a Guitar Player magazinban is megszavazták a legjobb jazz-gitárosnak.

### Napjainkban
Scott Henderson visszatért a blues-os gyökerekhez az 1994-es Dog Party, az 1997-es Tore Down House és a 2002-es Well To The Bone című albumain, amin John Humphrey basszusgitározik és Kirk Covington dobol. A 2005-ben megjelent Scott Henderson Live folytatja ezt az irányvonalat, de megjelennek funk és jazz-rock hatások is. Állítása szerint szeret billentyűs nélküli együttesekben játszani, ahol jobban kihasználhatja a gitározási technikákat. 2007-ben Kirk Covington-t Allan Hertz váltotta fel a doboknál, így a zenekar neve is megváltozott Scott Henderson Trio-ra, s ennél az együttesénél újra előtérbe helyeződik a jazz-es irányvonal.
Henderson tagja volt a Vital Tech Tones jazz-rock együttesnek Victor Wooten-nel és Steve Smith-szel, s ezidáig két lemezt jelentettek meg, majd feloszlottak. Scott több lemezen is szerepelt vendégzenészként, mint például Scott Kinsey 2006-ban megjelent Kinesthetics, Amber Whitlock a The Colours Of Life és Rob Whitlock Sketchin' és Sketchin' 2 albumán.
Henderson a Guitar Institute of Technology-ban tanít, amely a Musicians Institute része, s ezenkívül megjelent két gitároktató DVD-je is.

## Szólóalbumai
Az első szóló blues albuma a Dog Party volt 1994-ben. Ebben már-már kifigurázta a bluest, a legklasszikusabb kliséket alkalmazta a hangszerelésben, ugyanakkor lenyűgöző virtuozitást és zenei humort elegyítve egy nagyszerű albumot alkotott. A cím nem véletlen, az egész albumot végigkíséri a kutya motívum, mind a számok címében, mind a szövegeikben. Az album 1994-ben a „Legjobb blues album” címet nyerte el a Guitar Player magazinban.
A következő blues album az 1997-es Tore Down House, amin szintén klasszikus blues elemeket vonultat fel és nagyon sok kiváló vendég zenésszel játszik együtt, mint például a blues dívával, Thelma Houston-nal.
A harmadik albuma a Well To The Bone címet viseli és 2002-ben jelent meg. Itt már elkanyarodik a klasszikus blues-tól és nagyon sok jazz-es és funk-os elemet felvonultat. A lemez több száma nem is sorolható a blues-hoz, hanem inkább egyfajta visszakanyarodás, mind gitárhangzása, mind stílusa terén a Tribal Tech-es korszakához.
Negyedik albuma 2005-ben jelent meg, s egyszerűen csak a Live! címet viseli, amely egy koncertfelvétel a saját számaiból, de ugyanakkor Tribal Tech számokat is tartalmaz.
Az ötödik album, a 2007-es Collection, amely egy válogatás a szóló- és a Tribal Tech, valamint a Vital Tech Tones lemezekről.

## Diszkográfia

### Tribal Tech
- 1985 – Spears
- 1987 – Dr. Hee
- 1989 – Nomad
- 1991 – Tribal Tech
- 1992 – Illicit
- 1993 – Face First
- 1994 – Primal Tracks (Angliai megjelenés, összeállítás)
- 1995 – Reality Check
- 1999 – Thick
- 2000 – Rocket Science

### Vital Tech Tones
- 1998 – Vital Tech Tones
- 2000 – Vital Tech Tones 2

### Szólóalbumok
- 1994 – Dog Party
- 1997 – Tore Down House
- 2002 – Well To The Bone
- 2005 – Live!
- 2007 – Collection

### Egyéb közreműködések
- 1985 – Fables (Jean-Luc Ponty)
- 1985 – Champion (Jeff Berlin)
- 1986 – The Chick Corea Elektric Band (Chick Corea)
- 1987 – Players (Jeff Berlin, T Lavitz és Steve Smith)
- 1988 – The Immigrants (The Zawinul Syndicate)
- 1989 – Black Water (The Zawinul Syndicate)
- 1997 – Just Add Water (Virgil Donati)
- 1999 – Crossroads (Jeff Berlin)
- 2009 – Throttle Twister (Barrett Tagliarino)